# هیلزدیل (نیو ساوت ولز)
هیلزدیل (به انگلیسی: Hillsdale) یک حومه شهر در استرالیا است که در نیو ساوت ولز واقع شده‌است.